# Madison, Alabama
Madison, Alabama là một thành phố thuộc tiểu bang Alabama, Hoa Kỳ. Thành phố có diện tích km2, dân số thời điểm năm là người.

## Thông tin nhân khẩu
Theo điều tra dân 2 năm 2000, thành phố đã có 29.329 người, 11.143 hộ gia đình, và 8.067 gia đình sống trong thành phố. Mật độ dân số là 1,266.5 người trên một dặm vuông (488.9/km ²). Có 12.121 đơn vị nhà ở mật độ trung bình của 523.4/sq mi (202.1/km ²). Cơ cấu chủng tộc dân cư thành phố là 80,15% người da trắng, 13,00% da đen hay Mỹ gốc Phi, 0,63% người Mỹ bản xứ, 3,51% châu Á, Thái Bình Dương 0,06%, 0,67% từ các chủng tộc khác, và 1,98% từ hai hoặc nhiều chủng tộc. 2,30% dân số là người Hispanic hay Latino thuộc một chủng tộc nào.
Có 11.143 hộ, trong đó 42,5% có trẻ em dưới 18 tuổi sống chung với họ, 60,1% là đôi vợ chồng sống với nhau, 9,6% có một chủ hộ nữ và không có chồng, và 27,6% gia đình được không. 23,9% của tất cả các hộ gia đình đã được tạo ra từ các cá nhân và 3,4% có người sống một mình 65 tuổi hoặc lớn tuổi hơn là người. Cỡ hộ trung bình là 2,61 và cỡ gia đình trung bình là 3.13.
Dân số thành phố có độ tuổi với 30,3% ở độ tuổi dưới 18, 6,8% 18-24, 35,8% 25-44, 21,6% từ 45 đến 64, và 5.5% từ 65 tuổi trở lên người. Độ tuổi trung bình là 34 năm. Đối với mỗi 100 nữ có 97,5 nam giới. Đối với mỗi 100 nữ 18 tuổi trở lên, có 94,5 nam giới.
Thu nhập trung bình cho một hộ gia đình trong thành phố là 63.849 USD, và thu nhập trung bình cho một gia đình là 74.532 đô la Mỹ. Phái nam có thu nhập trung bình 57.216 USD so với 32.316 $ của phái nữ. Mức thu nhập bình quân đầu người của thành phố là 27.821 $. Khoảng 4,4% của các gia đình và 5,8% dân số sống dưới mức nghèo khổ, trong đó có 7,5% của những người dưới 18 tuổi và 8,2% của những người 65 tuổi hoặc hơn.